# 伍迪 (加利福尼亞州)
伍迪（英語：Woody）是位於美國加利福尼亞州克恩縣的一個非建制地區。該地的面積和人口皆未知。

## 地理
伍迪的座標為35°42′15″N 118°50′03″W / 35.70417°N 118.83417°W，而該地的平均海拔高度為504米（即1654英尺）。